# Къь
Къь, къь – trójznak cyrylicy, używany od 1938 r. w języku abazyńskim. Wykorzystywany jest do oznaczania dźwięku [q'ʲ]. Jego odpowiednikiem w alfabecie łacińskim, wykorzystywanym w latach 1932–1938, był dwuznak Qı.

## Przykład użycia
| Język     | Przykład   | Tłumaczenie |       |
| --------- | ---------- | ----------- | ----- |
| abazyński | къьа́къьата | szeroko     | [ 5 ] |

## Kodowanie
| Forma     | Wygląd | Części składowe | Części składowe | Części składowe |
| --------- | ------ | --------------- | --------------- | --------------- |
| majuskuła | Къь    | U+041A К        | U+044A ъ        | U+044C ь        |
| minuskuła | къь    | U+043A к        | U+044A ъ        | U+044C ь        |